# Adrienne Dore
Adrienne Dore (Coeur d'Alene, 23 maggio 1907 – Los Angeles, 26 novembre 1992) è stata un'attrice statunitense.

## Biografia
Nel 1925 vinse il titolo di Miss Los Angeles e si classificò seconda nel concorso di Miss America, tenutosi ad Atlantic City e vinto da Fay Lanphier. Nel 1928 fece un'apparizione nel western The Valley of Hunted Men, e l'anno dopo ottenne una parte importante nel film di Tom Terriss Beyond London Lights, cui seguirono partecipazioni minori in L'allegra brigata, con Clara Bow e Fredric March, e nel musical Pointed Heels con William Powell, Helen Kane e Fay Wray.
Nel 1932 lavorò intensamente per la Warner Brothers, partecipando a dieci film, tra i quali le commedie Il vagabondo e la ballerina e Il segreto del dottore. Lasciata la Warner, la sua carriera ebbe un brusco declino, e dopo il western Undercover Men, del 1934, lasciò il cinema. Sposata al produttore Burt Kelly (1898–1983), morì nel 1992 a Los Angeles e fu sepolta nel Forest Hill Cemetery di Chippewa Falls.

## Filmografia parziale
- Beyond London Lights (1928)
- L'allegra brigata (1929)
- Pointed Heels (1929)
- Il vagabondo e la ballerina (1932)
- Il segreto del dottore (Alias the Doctor), regia di Michael Curtiz (1932)
- The Famous Ferguson Case (1932)
- The Rich Are Always with Us (1932)
- Love, Honor and Oh, Baby! (1933)
- Undercover Men (1934)